# جسیکا مارتینز
جسیکا مارتینز (انگلیسی: Jessica Martínez؛ زادهٔ ۱۴ ژوئن ۱۹۹۹) بازیکن فوتبال اهل پاراگوئه است.
وی همچنین در تیم‌های ملی فوتبال Paraguay women's national football team بازی کرده‌است.